# Harare Mambo Band
La Harare Mambo Band è uno storico gruppo musicale dello Zimbabwe. Fondato nei tardi anni cinquanta da Green Jangano e tuttora in attività, il gruppo ha esercitato una grande influenza sulla storia della musica pop zimbabwese. Oltre ad avere inciso alcuni dei brani oggi considerati classici del genere (come Bohera, Tamba Suzana o Mbuya Nehanda), la band ha anche portato alla ribalta artisti che si sono poi affermati nel panorama musicale africano. Fra i musicisti più noti ad aver militato nella Hararo Mambo Band si possono ricordare Newton Kanengoni, Clancy Mbiri, William Kashiri ed Ernest Sando.
Il gruppo fu fondato nel 1957 dal chitarrista e tastierista Green Jangano, in Rhodesia. A quell'epoca, aziende come Lever Soap e British American Tobacco sponsorizzavano gruppi musicali locali per promuovere la propria immagine presso la popolazione nera, e i Mambos furono fra i gruppi a beneficiare di questo tipo di finanziamenti. Suonando dal vivo per il paese, riuscirono a raggiungere una popolarità tale da diventare il primo gruppo musicale di neri ad apparire alla televisione rhodesiana. Furono anche fra i primi gruppi dello Zimbabwe a cantare in diverse lingue (tra cui inglese e shona).
Nonostante i molti cambiamenti di formazioni del gruppo, Green Jangano ne è sempre rimasto il leader. Jangano è anche presidente dell'Unione dei Musicisti dello Zimbabwe.